# Vollrath von Hellermann
Vollrath von Hellermann (Ratzeburgo, Luneburgo; 18 de mayo de 1900-Múnich, 25 de agosto de 1971) fue un militar de carrera alemán.

## Biografía

### Período de entreguerras
Vollrath Von Hellermann se unió el 1 de marzo de 1924 como voluntario en la 6.ª (Preuß.) Reiter-Regimiento de la Reichswehr, en la cual estuvo activo hasta julio del próximo año. El 1 de julio de 1925, fue trasladado al regimiento llamado “Mástil-Junker”. El 1 de diciembre de 1927, fue nombrado al Cuerpo de Oficiales del Ejército Alemán. El 1 de abril de 1929 fue nombrado en la 6.ª Eskadron del 6 (Preuß.) Reiter-Regimiento, donde estuvo continuamente en duros entrenamientos. El 1 de abril de 1930, partiría a la 3.ª Eskadron de la 6 (Preuß.). El 1 de septiembre de 1930 fue ascendido a teniente. El 1 de abril de 1932, todavía prestava servicio en la 3.ª Eskadron del 6 (Preuß.) Reiter-Regimiento. El 1 de mayo de 1935 fue ascendido a capitán. Con la ampliación de la Reichswehr, fue a partir del 15 de octubre de 1935, de esa misma fecha, nombrado a la cabeza de la 2.ª Eskadron del 5 (Preuß.) Reiter-Regimiento, lo cual fue hecho con honores militares. El 12 de octubre de 1937, es nombrado como personal superior de la Caballería Oficial “Pone-4”.

### Segunda Guerra Mundial
Con la movilización, fue entonces puesto como ayudante en el 5.º Ejército. Después de su cambio de nombre (motivos personales), prestaría sus servicios como capitán en el 18.º ejército. El 1 de febrero de 1940, fue promovido a mayor. Desde el otoño de 1940, fue entonces puesto como ayudante en el bar, de la 1.ª División de Caballería, días después sería nombrado como jefe del recinto, que era netamente militar, y fue Administrador de las bebidas alcohólicas y la diversión. El 3 de noviembre de 1941, sería el comandante de la Primera División del Regimiento Reiter-22 designado para labores estratégicas de combate. A raíz de su reclasificación por el Alto Mando, fue automáticamente el Comandante del I Batallón del regimiento-26 disparos. Pero el 6 de marzo de 1942 el mando empezó a preocupar a Hellermann, ya que muchos oficiales alemanes deseaban su puesto. Finalmente el Alto Mando Alemán lo dejó a cargo como comandante de la Kradschützen Batallón 4, (pero el puesto no lo dejó conforme), escribió muchas cartas al Tercer Reich, donde expresaba su molestia, por haber dejado como comandante del I Batallón del regimiento- 26 disparos a un oficial hijo de un general, que tenía influencias políticas y económicas. El Ministro de propaganda de Adolf Hitler, Joseph Goebbels, leyó el documento y respondió al Oficial, manifestando que lo ayudaría y que sería promovido al grado de Comandante de alguna Division Panzer . Como tal, fue el 1 de abril de 1942 ascendido a Comandante de Division Panzer. El 1 de septiembre de 1942, fue entonces comandante del Panzer-Regimiento de Granaderos-21. Los cometidos no tuvieron represalias por los Altos Mandos.
El 20 de septiembre de 1942 fue galardonado la Cruz Medalla de Oro alemana por entrenamientosa intensivos. Ya el 16 de octubre de 1942, obtiene su propio comando nuevo por su desempeño en la guerra, y fue uno de los gerentes de la división “Traslado del Personal del Ejército” (TPE), organismo militar que cumplía la función de trasladar a los soldados a frentes donde era necesaria su presencia. El 21 de noviembre de 1942 fue galardonado con la Cruz de Caballero de Hierro concedida por su desempeño en la guerra y el traslado de Oficiales. El 1 de febrero de 1943 fue ascendido a Coronel. El 1 de octubre de 1944, fue ascendido a general de División. En este día, también fue nombrado como inspector general de la “Renombrada Oficial Subalterno” (ROS) donde observaba los recursos humanos y la moral de los soldados, esta institución estaba ligada a la Administración de Albert Speer. Esta posición la mantuvo hasta el final de la guerra.

### Reclusión y funciones administrativas
El 8 de mayo de 1945 fue prisionero de guerra de los Aliados. Pero estos mismos lo dejarían en libertad, ya que tenía experiencia en recursos humanos y papeleos, y pensaron que podía serles útil en la RFA, donde presto servicio asta finales del año 1947. Entre enero de 1952 y junio de 1954 fue presidente de la Sociedad para la Defensa del Cliente (SDC) organismo Bancario y Económico. En los años siguientes durante los meses de mayo-junio de 1964, forma un organismo compuesto de Ex-soldados Alemanes de la Segunda Guerra Mundial, llamado -RSF- (Representación de la Sociedad Federal) donde mostraban sus quejas ante la sociedad alemana, por ser descrimiados por ser exsoldados del Tercer Reich, el consejo de la Sociedad Federal valoró la lucha de Hellermann, haciéndolo Director de la misma. Y con el transcurso del tiempo es nuevamente elegido presidente de la -RSF- en agosto de 1971.